# Franz Riepl (Politiker, 1949)
Franz Riepl (* 23. März 1949 in Wien) ist ein österreichischer Politiker (SPÖ) und war Abgeordneter zum Österreichischen Nationalrat.

## Ausbildung und Beruf
Franz Riepl besuchte von 1955 bis 1959 die Volksschule und im Anschluss in Realgymnasium in Wien. 1964 begann er eine Lehre zum Elektromechaniker, die er 1968 beendete. 1969 leistete er seinen Präsenzdienst ab.
Riepl arbeitete von 1968 bis 1973 als Elektromechaniker und ist seit 1973 Gewerkschaftssekretär. 1988 wurde er Bundessekretär.

## Politik
Franz Riepl war von 1988 bis 1996 Abgeordneter zum Wiener Landtag und Mitglied des Wiener Gemeinderates und ist seit 1974 Kammerrat der Kammer für Arbeiter und Angestellte in Wien. Er war von 1996 bis 2013 Abgeordneter zum Nationalrat. Er war von 2004 bis 2013 Obmannstellvertreter im Ausschuss für Arbeit und Soziales und zuvor stellvertretender Obmann im Bautenausschuss.

## Auszeichnungen
- 2002: Großes Goldenes Ehrenzeichen für Verdienste um die Republik Österreich[1]
- Goldenes Ehrenzeichen für Verdienste um die Republik Österreich